# المتكلم بالمعمى

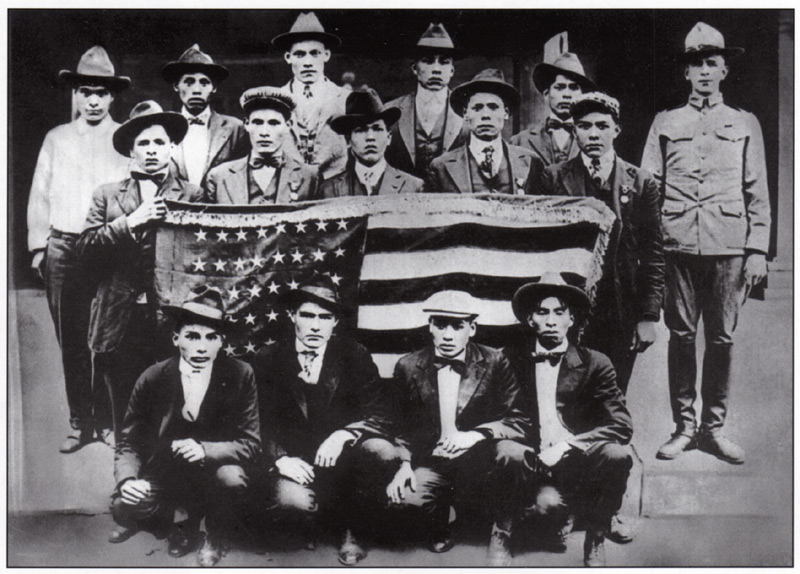
جنود الشوكتو يتدربون في الحرب العالمية الأولى على الإرسال الإذاعي والهاتفي المعمى

المتكلم بالمُعَمَّى هو شخص يستخدمه الجيش في زمن الحرب لاستخدام لغة غير معروفة كوسيلة للاتصال السري. يرتبط المصطلح الآن عادةً بأعضاء خدمة الولايات المتحدة خلال الحروب العالمية الذين استخدموا معرفتهم باللغات الأمريكية الأصلية كأساس لنقل الرسائل المُعَمَّاة. على وجه الخصوص، كان هناك ما يقرب من 400 إلى 500 من الأمريكيين الأصليين في سلاح مشاة البحرية الأمريكية الذي كانت وظيفته الأساسية هي إرسال رسائل تكتيكية سرية. ينقل المتكلمون بالمُعَمَّى رسائل عبر شبكات الهاتف العسكرية أو شبكات الاتصالات اللاسلكية باستخدام رموز مطورة رسميا أو غير رسمي مبنية على لغاتهم الأصلية. حسن المتكلمون بالمُعَمَّى سرعة تعمية الاتصالات وفك تعميتها في عمليات الخطوط الأمامية خلال الحرب العالمية الثانية.
كان هناك نوعان من الرموز المستخدمة خلال الحرب العالمية الثانية. تم تطوير أكواد النوع الأول رسميا بناءً على لغات شعوب الكومانش، والهوبي، والميسكواكي، والنافاجو. استخدموا كلمات من لغاتهم لكل حرف من الأبجدية الإنجليزية. يمكن تعمية الرسائل وفك تعميتها باستخدام التعمية بالإبدال حيث كان النص المُعمَّى هو كلمة اللغة الأصلية. كان النوع الثاني من الكود غير رسمي وترجم مباشرة من الإنجليزية إلى اللغة الأم. إذا لم تكن هناك كلمة في اللغة الأم لوصف كلمة عسكرية، فإن المتكلمين بالمُعَمَّى يستخدمون كلمات وصفية. على سبيل المثال، لم يكن لدى النافاجو كلمة تعني الغواصة، لذا قاموا بترجمتها إلى سمكة حديدية. 
يرتبط متحدثو رمز الاسم بقوة بمتحدثي لغة نافاجو ثنائي اللغة الذين تم تجنيدهم خصيصًا خلال الحرب العالمية الثانية من قبل مشاة البحرية الأمريكية للعمل في وحدات الاتصالات القياسية الخاصة بهم في مسرح المحيط الهادئ. ومع ذلك، كان الحديث عن التعمية رائداً من قبل شعوب الشيروكي والشوكتاو خلال الحرب العالمية الأولى.
نُشِر المتكلمون بالمُعَمَّى الأمريكيين الأصليين من قبل جيش الولايات المتحدة خلال الحرب العالمية الثانية، بما في ذلك لاكوتا،  ميسكواكي، موهوك،   كومانتش، تلينجيت،  هوبي،  جنود كري وكرو. خدموا في مسارح المحيط الهادئ وشمال إفريقيا وأوروبا.

## اللغات

### أسينيبوين
خدم المتحدثون الأصليون للغة Assiniboine كمتحدثين برموز خلال الحرب العالمية الثانية لتعمية الاتصالات. كان جيلبرت هورن الأب أحد هؤلاء المتكلمين بالمُعَمَّى، وقد نشأ في محمية فورت بيلكناب الهندية في مونتانا وأصبح قاضيًا وسياسيًا قبليًا.

### الباسك
في نوفمبر 1952، ذكرت مجلة Euzko Deya  أنه في مايو 1942، عند لقاء حوالي 60 من مشاة البحرية الأمريكية من أصول الباسك في معسكر سان فرانسيسكو، اعتقد الكابتن فرانك د. كارانزا أنه يستخدم لغة الباسك للتعمية.  كان رؤساؤه حذرين حيث كانت هناك مستوطنات معروفة لسكان الباسك في منطقة المحيط الهادئ. كان هناك 35 من اليسوعيين الباسكيين في هيروشيما بقيادة بيدرو أروبي. كانت هناك مستعمرة من لاعبي الباسك جاي ألاي في الصين والفلبين، وكان هناك أنصار الباسك لفالانج في آسيا. تم إبعاد المتكلمين بالمُعَمَّى الباسكي الأمريكي عن هذه المسارح؛ تم استخدامها في البداية في الاختبارات وفي نقل المعلومات اللوجستية لهاواي وأستراليا.
وفقًا لـ ازكو ديا، في 1 أغسطس 1942، تلقى الملازمون نيميسيو أغير وفرنانديز باكايكواو جوانانا رسالة مُعَمَّاة من لغة الباسك من سان دييغو إلى الأدميرال تشيستر نيميتز. حذرت الرسالة نيميتز من عملية آبل لإزالة اليابانيين من جزر سليمان. قاموا أيضًا بترجمة تاريخ البدء، 7 أغسطس، للهجوم على Guadalcanal . مع امتداد الحرب فوق المحيط الهادئ، كان هناك نقص في المتحدثين بلغة الباسك وجاء الجيش الأمريكي لتفضيل البرنامج الموازي القائم على استخدام مكبرات الصوت النافاجو.
في عام 2017، نشرت بيدرو وارزابال وغييرمو تبرنيلا ورقة دحض المادة أزكو ضياء '  وفقًا لـ وارزابال وتبرنيلا، لم يتمكنوا من العثور على كارانزا أو أغير أو فيرنانديز باكايكوا أو جوانانا في إدارة المحفوظات والسجلات الوطنية أو أرشيفات الجيش الأمريكي. لقد وجدوا عددًا صغيرًا من مشاة البحرية الأمريكية بألقاب الباسك، لكن لم يعمل أي منهم في عمليات الإرسال. يقترحون أن قصة كارانزا كانت عملية مكتب للخدمات الإستراتيجية لإثارة التعاطف مع المخابرات الأمريكية بين القوميين الباسك.

### شيروكي
كان أول استخدام معروف للمتكلمين بالمُعَمَّى في الجيش الأمريكي خلال الحرب العالمية الأولى. تم تكليف جنود شيروكي من فرقة المشاة الثلاثين الأمريكية الذين يتقنون لغة الشيروكي بنقل الرسائل أثناء تعرضهم لإطلاق النار خلال معركة السوم الثانية. وفقًا لضابط إشارة الشعبة، حدث هذا في سبتمبر 1918 عندما كانت وحدتهم تحت القيادة البريطانية. 

### الشوكتو
خلال الحرب العالمية الأولى، سمع قائد السرية الكابتن لورانس من الجيش الأمريكي سولومون لويس وميتشل بوب يتحدثان بلغة الشوكتاو. بعد مزيد من التحقيق، وجد أن ثمانية رجال من قبيلة الشوكتو خدموا في الكتيبة. تدرب رجال الشوكتو في فرقة المشاة السادسة والثلاثين بالجيش على استخدام لغتهم في التعمية وساعدوا قوات المشاة الأمريكية في عدة معارك في هجوم ميوز-أرغون. في 26 أكتوبر 1918، ضُغِط على المتكلمين بالمُعَمَّى للخدمة و «تحولت مد المعركة في غضون 24 ساعة... وفي غضون 72 ساعة كان الحلفاء في هجوم كامل.»  

### كومانتش

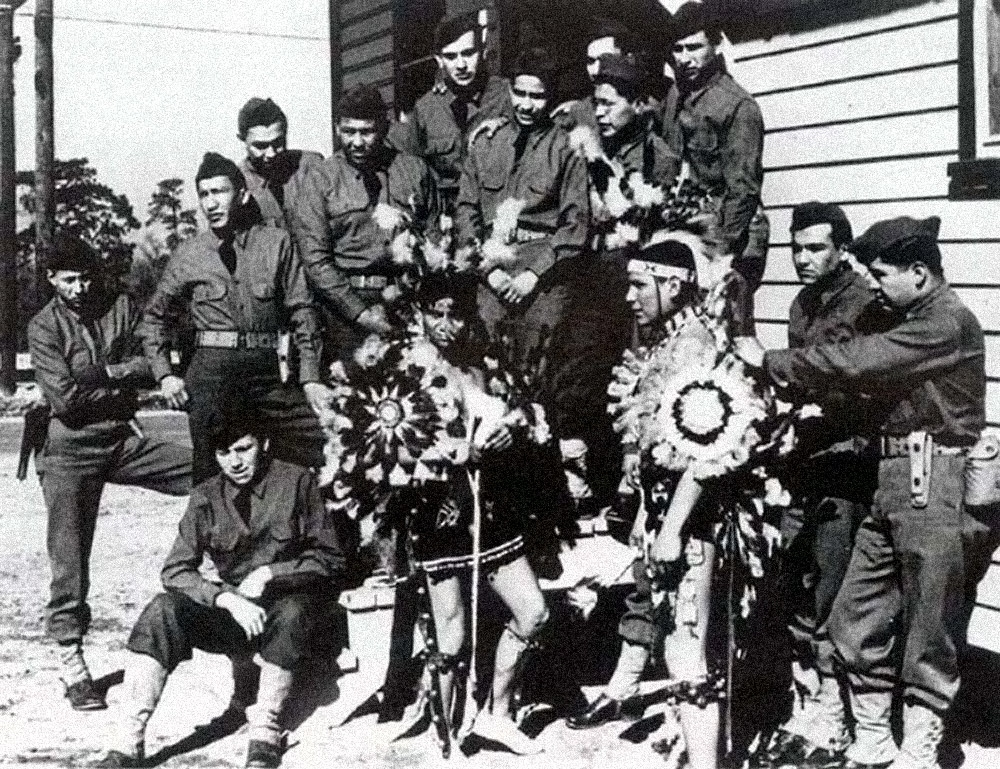
متحدثو كود كومانتش من شركة الإشارة الرابعة

علمت السلطات الألمانية باستخدام المتكلمين بالمُعَمَّى خلال الحرب العالمية الأولى وأرسلت فريقًا من ثلاثين من علماء الأنثروبولوجيا إلى الولايات المتحدة لتعلم اللغات الأمريكية الأصلية قبل اندلاع الحرب العالمية الثانية. ومع ذلك، ثبت أن المهمة صعبة للغاية بسبب مجموعة اللغات واللهجات الأصلية. ومع ذلك، بعد أن علم الجيش الأمريكي بالجهود النازية، اختار عدم تنفيذ برنامج التحدث بالمُعَمَّى على نطاق واسع في المسرح الأوروبي.
شارك ما مجموعه 14 متحدثًا بالتعمية باستخدام لغة الكومانش في غزو نورماندي وخدموا في فرقة المشاة الرابعة في أوروبا. قام جنود كومانش التابعون لشركة الإشارة الرابعة بتجميع مفردات أكثر من 100 مصطلح رمز باستخدام كلمات أو عبارات بلغتهم الخاصة. باستخدام طريقة بديلة مشابهة للنافاهو، استخدم المتكلمون بالمُعَمَّى كلمات لغة كومانتش الوصفية للأشياء التي ليس لها ترجمات. على سبيل المثال، كانت كلمة دبابة Comanche هي السلحفاة ، والمفجر كان طائرًا حاملًا ، والمدفع الرشاش كان ماكينة الخياطة ، وكان أدولف هتلر رجلًا أبيض مجنونًا. 
تم تعيين اثنين من المتحدثين برموز كومانتش لكل فوج بينما تم تعيين البقية إلى مقر فرقة المشاة الرابعة. بعد وقت قصير من هبوطه على شاطئ يوتا في 6 يونيو 1944، بدأ الكومانش في إرسال الرسائل. أصيب بعضهم بجروح لكن لم يقتل أحد. 
في عام 1989، منحت الحكومة الفرنسية للمتكلمين بالمُعَمَّى من كومانتش وسام الاستحقاق الوطني. في 30 نوفمبر 1999، منحت وزارة الدفاع الأمريكية تشارلز شيبيتي جائزة نولتون، والتي تكرم الأفراد للعمل الاستخباري المتميز.  

### كري
في الحرب العالمية الثانية، استخدمت القوات المسلحة الكندية جنود الأمم الأولى الذين تحدثوا بلغة الكري بوصفهم متكلمين بالمُعَمَّى. نظرًا لقسم السرية والتصنيف الرسمي حتى عام 1963، كان دور متحدثي كود كري أقل شهرة من نظرائهم الأمريكيين ولم تعترف بها الحكومة الكندية. فيلم وثائقي صدر عام 2016، Cree Code Talkers ، يحكي قصة أحد أفراد Métis ، Charles "Checker" Tomkins. أجرى متحف سميثسونيان الوطني للهنود الأمريكيين مقابلة مع تومكينز، الذي توفي عام 2003، قبل وقت قصير من وفاته. بينما حدد بعض المتحدثين الآخرين بشفرة كري، «ربما كان تومكينز آخر رفاقه الذين يعرفون أي شيء عن هذه العملية السرية.»  

### مسكواكي
تم تجنيد مجموعة من 27 مسكواكي في الجيش الأمريكي معًا في يناير 1941 ؛ كانوا 16 في المائة من سكان ميسكواكي في ولاية أيوا. خلال الحرب العالمية الثانية، درب الجيش الأمريكي ثمانية رجال من المسكواكي على استخدام لغتهم الأصلية فوكس كمتحدثين برموز. تم تعيينهم في شمال إفريقيا. حصل الثمانية على الميدالية الذهبية للكونغرس في عام 2013 ؛ للأسف كلهم ماتوا. تم قبول الجائزة من قبل أعضاء مجتمع مسكواكي. 

### الموهوك
تم توظيف متحدثي لغة الموهوك خلال الحرب العالمية الثانية من قبل جيش الولايات المتحدة في مسرح المحيط الهادئ. تم نشر Levi Oakes ، وهو متحدث بتعمية الموهوك ولد في كندا، لحماية الرسائل التي ترسلها قوات الحلفاء باستخدام Kanien'kéha ، وهي لغة مجموعة فرعية من لغة الموهوك. توفي أواكس في مايو 2019 ولم يترك المتكلمين بالمُعَمَّى على قيد الحياة من موهاوك.

### ميسكوجي (سيمينول وكريك)
تم استخدام لغة Muscogee ككود من النوع الثاني (غير رسمي) خلال الحرب العالمية الثانية من قبل أعضاء سيمينول وكريك المجندين. تم الاعتراف بتوني بالمر، وليزلي ريتشارد، وإدموند هارجو، وتوماس ماكنتوش من أمة سيمينول في أوكلاهوما، وأمة موسكوجي (كريك) بموجب قانون التعرف على المتكلمين بالكود لعام 2008. توفي آخر من نجا من هؤلاء المتكلمين بالمُعَمَّى، إدموند هارجو من سيمينول نيشن في أوكلاهوما، في 31 مارس 2014، عن عمر يناهز 96 عامًا. تم سرد سيرته الذاتية في احتفال الكونجرس بالميدالية الذهبية لتكريم هارجو والمتكلمين بالمُعَمَّى الآخرين في مبنى الكابيتول الأمريكي في 20 نوفمبر 2013.  

### نافاجو

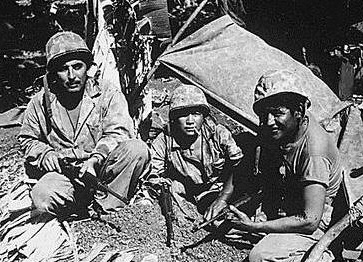
متحدثو شيفرة نافاجو ، سايبان ، يونيو 1944

فيليب جونستون، مهندس مدني لمدينة لوس أنجلوس،  اقترح استخدام لغة نافاجو لقوات مشاة البحرية الأمريكية في بداية الحرب العالمية الثانية. نشأ جونستون، وهو من قدامى المحاربين في الحرب العالمية الأولى، في محمية نافاجو باعتباره ابن مبشر في نافاجو وكان واحداً من عدد قليل من غير النافاجو الذين تحدثوا اللغة بطلاقة. تم تجنيد العديد من أفراد نافاجو بعد فترة وجيزة من بيرل هاربور وساهموا بشغف في المجهود الحربي. قال ألبرت سميث، المتكلم بالمُعَمَّى في نافاجو، «ما حدث للنافاهو كان صراعات اجتماعية». «لكن هذا الصراع شمل سيطرة دول أجنبية على أمنا الأرض. كانت مسؤوليتنا الدفاع عنها».
نظرًا لأن لغة نافاجو تحتوي على قواعد نحوية معقدة، فهي ليست مفهومة بشكل كافٍ حتى مع أقرب أقربائها داخل عائلة Na-Dene لتقديم معلومات مفيدة. في ذلك الوقت، كانت لا تزال لغة غير مكتوبة، واعتقد جونستون أن نافاجو يمكن أن يفي بالمتطلبات العسكرية لرمز غير قابل للفك. تركيبتها المعقدة وعلم الأصوات، ناهيك عن لهجاتها العديدة، جعلتها غير مفهومة لأي شخص دون التعرض والتدريب المكثف. يشير أحد التقديرات إلى أنه عند اندلاع الحرب العالمية الثانية، كان أقل من 30 شخصًا من غير النافاجو يفهمون اللغة.
في أوائل عام 1942، التقى جونستون باللواء كلايتون ب.فوغل، القائد العام للفيلق البرمائي، أسطول المحيط الهادئ، وموظفيه. أجرى جونستون اختبارات في ظل ظروف قتالية محاكاة أظهرت أن رجال نافاجو يمكنهم تعمي وإرسال وفك تعمية رسالة إنجليزية مكونة من ثلاثة أسطر في 20 ثانية، مقابل 30 دقيقة التي كانت تتطلبها الآلات في ذلك الوقت. تم قبول الفكرة وأوصى فوغل بأن يقوم المارينز بتجنيد 200 نافاجو. حضر أول 29 مجندًا من نافاجو معسكرًا للتدريب في مايو 1942. أنشأت هذه المجموعة الأولى كود نافاجو في كامب بندلتون.
تم تطوير رمز نافاجو رسميًا وتم تصميمه على غرار الأبجدية الصوتية المشتركة للجيش / البحرية التي تستخدم كلمات إنجليزية متفق عليها لتمثيل الحروف . نظرًا لأنه تم تحديد أن التهجئة الصوتية لجميع المصطلحات العسكرية حرفًا بحرف إلى كلمات أثناء القتال سيكون مضيعة للوقت، فقد تم إعطاء بعض المصطلحات والمفاهيم والتكتيكات وأدوات الحرب الحديثة تسميات وصفية رسمية فريدة في نافاجو.على سبيل المثال، تشير كلمة سمك القرش إلى المدمرة، بينما تشير أوراق البلوط الفضية إلى رتبة مقدم.
تم تطوير كتاب الرموز المعماة لتعليم العديد من الكلمات والمفاهيم ذات الصلة للمبتدئين الجدد. كان النص مخصصًا لأغراض الفصل الدراسي فقط ولم يتم نقله إلى الميدان. يحفظ المتحدثون بالمُعَمَّى كل هذه الاختلافات ويمارسون استخدامها السريع في ظل ظروف مرهقة أثناء التدريب. لن يكون لدى متحدثي لغة نافاجو غير المبتدئين أي فكرة عما تعنيه رسائل المتكلمين بالمعمى؛ كانوا يسمعون فقط سلاسل مبتورة ومفككة من الأسماء والأفعال الفردية غير المرتبطة. 

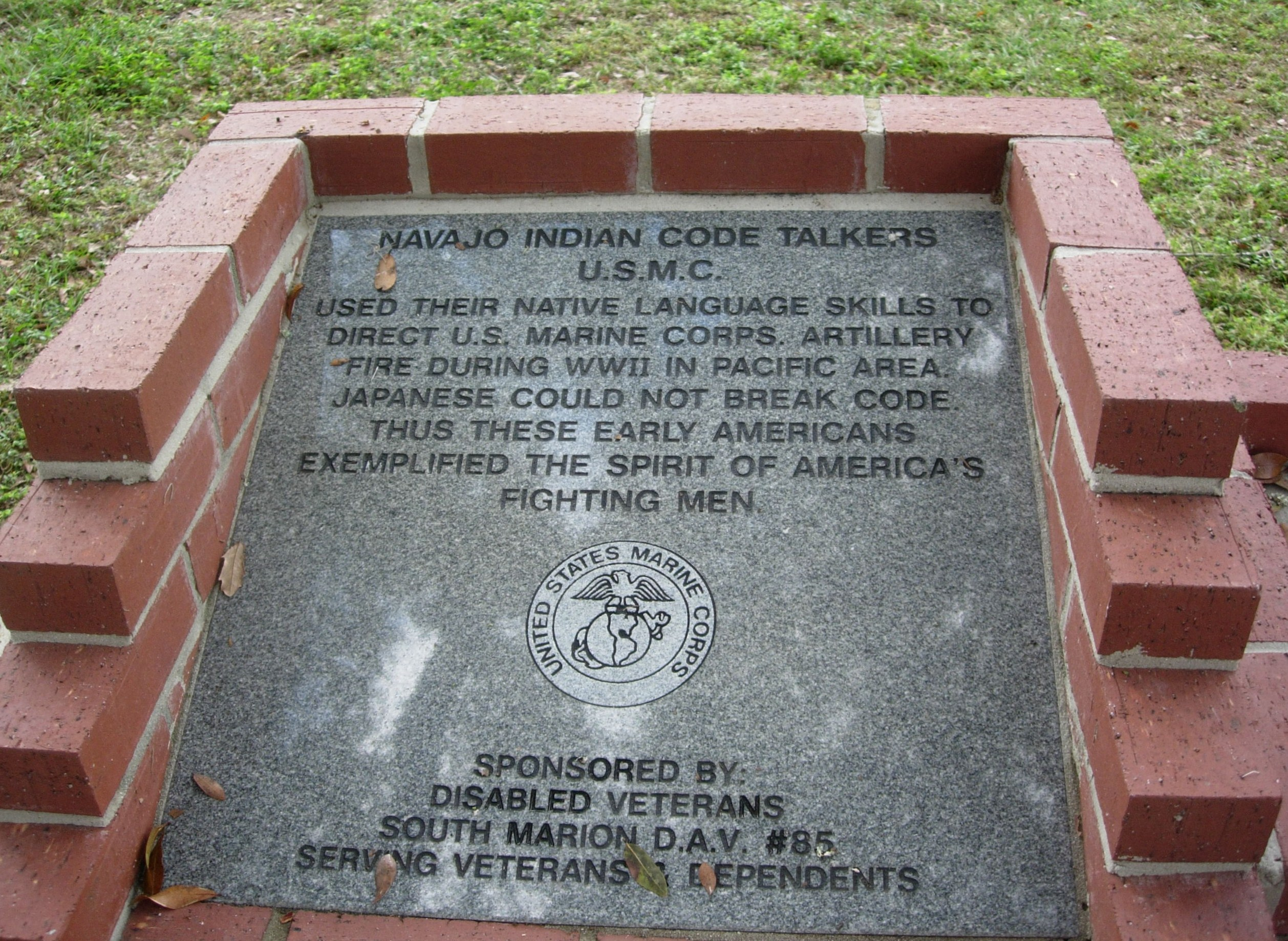
Code Talkers Monument أوكالا ، حديقة فلوريدا التذكارية

تمت الإشادة بالمتكلمين بالمُعَمَّى في نافاجو لما أظهروه من مهارة وسرعة ودقة طوال الحرب. في معركة إيو جيما، كان لدى الرائد هوارد كونور، ضابط إشارة الفرقة البحرية الخامسة، ستة متحدثين أكواد من نافاجو يعملون على مدار الساعة خلال اليومين الأولين من المعركة. هؤلاء الستة أرسلوا واستقبلوا أكثر من 800 رسالة، كلها بدون أخطاء. صرح كونور في وقت لاحق، «لولا النافاجو، لما استولى مشاة البحرية على آيو جيما». 
بعد الحوادث عندما أسر جنود أمريكيون آخرون متحدثي شيفرات نافاجو، تم تعيين العديد منهم حارسًا شخصيًا كان واجبه الأساسي هو حمايتهم من جانبهم. وفقًا لبيل توليدو، أحد المجموعة الثانية بعد الـ 29 الأصلية، كان عليهم واجب ثانوي سري: إذا كانت تهمتهم معرضة لخطر القبض عليهم، فعليهم إطلاق النار عليه لحماية الرمز. لحسن الحظ، لم تتم دعوة أي شخص للقيام بذلك. 
لضمان الاستخدام المتسق لمصطلحات الكود في جميع أنحاء مسرح المحيط الهادئ، التقى المتكلمون بالمُعَمَّى التمثيليون لكل قسم من أقسام البحرية الأمريكية في هاواي لمناقشة أوجه القصور في الكود، ودمج مصطلحات جديدة في النظام، وتحديث كتب الرموز المعماة الخاصة بهم. وقام هؤلاء الممثلون بدورهم بتدريب المتكلمين بالمُعَمَّى الآخرين الذين لم يتمكنوا من حضور الاجتماع. مع تقدم الحرب، تمت إضافة كلمات رمزية إضافية ودمجها على مستوى البرنامج. في حالات أخرى، تم تصميم كلمات رمزية مختصرة غير رسمية لحملة معينة ولم يتم نشرها خارج منطقة العملية. ومن الأمثلة على ذلك من الكلمات رمز كلمة نافاجو للصقر، jeeshóóʼ ، والتي كانت تستخدم للقاذفة ، في حين أن كلمة السر المستخدمة للغواصة ، béésh łóóʼ ، يعني الأسماك الحديدية في نافاجو. توفي تشيستر نيز آخر 29 متحدثًا بتعمية نافاجو الأصليين ممن طوروا الكود، في 4 يونيو 2014.
توفي أربعة من آخر تسعة متكلمي بالتعمية من لغة نافاجو تم استخدامها في الجيش في عام 2019: توفي ألفريد ك.نيومان في 13 يناير 2019، عن عمر يناهز 94 عامًا. في 10 مايو 2019، توفيت فليمنج بيغاي الأب عن عمر يناهز 97 عامًا. توفي عضو مجلس الشيوخ عن ولاية نيو مكسيكو، جون بينتو، الذي تم انتخابه عام 1977، عن منصبه في 24 مايو 2019. توفي ويليام تولي براون في يونيو 2019 عن 96 عامًا. توفي Joe Vandever Sr. عن 96 في 31 يناير 2020.

### النوبي
في حرب 1973 بين العرب وإسرائيل، واستخدمت مصر النوبي - الناطقين الشعب النوبي كما يتحدثوا التعليمات البرمجية.    

### تلينجيت
خلال الحرب العالمية الثانية، استخدم الجنود الأمريكيون موطنهم الأصلي تلينجيت كرمز ضد القوات اليابانية. ظلت أفعالهم مجهولة، حتى بعد رفع السرية عن المتكلمين بالمُعَمَّى ونشر المتكلمين بالمُعَمَّى في Navajo. كرمت الهيئة التشريعية في ألاسكا ذكرى خمسة متوفين من متحدثي كود تلينجيت في مارس 2019. 

### تهرب من دفع الرهان
تم استخدام نظام يستخدم اللغة الويلزية من قبل القوات البريطانية خلال الحرب العالمية الثانية، ولكن ليس إلى حد كبير. في عام 1942، طور سلاح الجو الملكي خطة لاستخدام الويلزية للاتصالات السرية خلال الحرب العالمية الثانية، لكن لم يتم تنفيذ الخطة أبدًا. تم استخدام الويلزية مؤخرًا في الحروب اليوغوسلافية للرسائل غير الحيوية.

### ونزهونيز
استخدمت الصين Wenzhounese -الناطقين الناس ويتحدثوا متاحة خلال عام 1979 الصينية الفيتنامية الحرب. 

## اعتراف ما بعد الحرب
لم يتم التعرف على المتكلمين بالمُعَمَّى في نافاجو حتى رفع السرية عن العملية في عام 1968.  في عام 1982، مُنح المتكلمون بالمُعَمَّى شهادة تقدير من قبل الرئيس الأمريكي رونالد ريغان، الذي عين أيضًا يوم 14 أغسطس 1982، يوم النافاهو Code Talkers.  
في 21 ديسمبر 2000، وقع الرئيس بيل كلينتون القانون العام 106-554، 114 النظام الأساسي 2763، الذي منح الميدالية الذهبية للكونغرس إلى 29 متحدثًا برموز نافاجو الأصليين في الحرب العالمية الثانية والميداليات الفضية لكل شخص مؤهل كمتحدث شيفرة نافاجو (حوالي 300). في يوليو 2001، قدم الرئيس جورج دبليو بوش الميداليات لأربعة متحدثين شفرات أصليين على قيد الحياة (لم يتمكن المتحدث الأصلي الخامس عن الشفرة من الحضور) في حفل أقيم في مبنى الكابيتول روتوندا في واشنطن العاصمة. تم تقديم الميداليات الذهبية لأسر المتوفين 24 من المتحدثين الأصليين بالشفرة. 
أخرجت الصحفية باتي تالاهونجفا وأنتجت فيلمًا وثائقيًا بعنوان «قوة الكلمات: اللغات الأصلية كأسلحة حرب» لمتحف سميثسونيان الوطني للهنود الأمريكيين في عام 2006، حيث سلط الضوء على قصة متحدثي كود الهوبي. في عام 2011، أنشأت أريزونا يوم 23 أبريل، كيوم تقدير سنوي لمتحدثي كود هوبي.  تم منح وسام تكساس للشجاعة بعد وفاته إلى 18 متحدثًا بشفرة تشوكتاو عن خدمتهم في الحرب العالمية الثانية في 17 سبتمبر 2007، من قبل القائد العام لولاية تكساس.
تم التوقيع على قانون التعرف على Code Talkers لعام 2008 (القانون العام 110-420) ليصبح قانونًا من قبل الرئيس جورج دبليو بوش في 15 نوفمبر 2008. اعترف القانون بكل متحدث شفري أمريكي أصلي خدم في جيش الولايات المتحدة خلال الحرب العالمية الأولى أو الحرب العالمية الثانية (باستثناء نافاجو الحاصل بالفعل) بميدالية الكونجرس الذهبية. تم تصميم هذا القانون ليكون مميزًا لكل قبيلة، مع منح نسخ فضية مكررة للمتكلمين بالمُعَمَّى الفردية أو أقرب أقربائهم. اعتبارًا من عام 2013، تم تحديد 33 قبيلة وتكريمها في حفل أقيم في قاعة التحرير في مركز زوار الكابيتول الأمريكية. كان أحد الناجين من المتحدثين حاضراً، إدموند هارجو.
في 27 تشرين الثاني (نوفمبر) 2017، ظهر ثلاثة من المتكلمين بالمُعَمَّى في لغة نافاجو، إلى جانب رئيس أمة نافاجو، راسل بيغاي، مع الرئيس دونالد ترامب في المكتب البيضاوي في احتفال رسمي بالبيت الأبيض. كانوا هناك "للإشادة بمساهمات الأمريكيين الأصليين الشباب الذين جندهم جيش الولايات المتحدة لإنشاء رسائل مشفرة سرية للغاية تستخدم للتواصل خلال معارك الحرب العالمية الثانية."  أشارت المديرة التنفيذية للكونغرس الوطني للهنود الأمريكيين، جاكلين باتا، إلى أن الأمريكيين الأصليين "يتمتعون بمستوى عالٍ جدًا من المشاركة في الخدمة العسكرية وقدامى المحاربين". اعترض بيان صادر عن أحد أعضاء مجلس أمة نافاجو وتعليقات باتا وبيغاي، من بين آخرين، على تصريحات ترامب خلال الحدث، بما في ذلك استخدامه "مرة أخرى ... [ل] كلمة بوكاهونتاس بطريقة سلبية تجاه خصم سياسي إليزابيث. وارين الذي يدعي "تراث الأمريكيين الأصليين".  اعترض الكونجرس الوطني للهنود الأمريكيين على استخدام ترامب لاسم بوكاهونتاس، وهو شخصية أمريكية أصلية تاريخية، كمصطلح مهين.